# Liselotte Teltscherová
Liselotte (Lola) Teltscherová (18. listopadu 1921 Vídeň – 14. června 2009 Praha) byla česká rostlinná fyzioložka, spoluzakladatelka české školy vývojové biologie rostlin, vedoucí Oddělení fyziologie vývoje rostlin Ústavu experimentální botaniky ČSAV. Patří k těm, kdo otevírali cestu domácí vývojové biologii rostlin a spoluurčovali její další směřování.

## Životopis
Lola (to jméno jí dala její mladší sestra) vyrůstala v rodině židovského obchodníka s vínem v jihomoravské Miroslavi a Mikulově. Rozvětvená rodina Teltscherových patřila k mecenášům mikulovské židovské obce. Její strýc Richard Teltscher byl zakladatelem a vůdčím duchem Židovského ústředního musea pro Moravsko-Slezsko v Mikulově.
Německou obecnou školu absolvovala v letech 1927 až 1932 v Miroslavi. První čtyři roky gymnázia absolvovala v Mikulově, pak ale kvůli vzrůstajícímu antisemitismu na mikulovském německém gymnáziu přešla na české gymnázium do Břeclavi, kam dojížděly děti z českých vesnic v Podluží a kde vládlo tolerantní prostředí. Po obsazení českého a moravského pohraničí německou armádou na podzim 1938 se rodina uchýlila do Brna, kde Lola dostudovala na židovském gymnáziu. Zde také v roce 1940 maturovala. Jako výborná studentka projevovala nadání jak pro humanitní, tak pro přírodní vědy.
V roce 1940 se rodině Teltscherových podařilo na poslední chvíli opustit protektorát a odjet do Itálie. S těmi, kdo z příbuzenstva zůstali v protektorátu, se již nikdy nesetkali. Všichni zahynuli v nacistických vyhlazovacích táborech. Z Itálie odjeli rodiče se sestrou do Šanghaje, Lola se však rozhodla pro Palestinu. Zde také na Hebrejské univerzitě v Jeruzalémě vystudovala botaniku, zoologii a biochemii. Na studium si musela přivydělávat různými pomocnými pracemi. Rok po válce složila státní zkoušky a obhájila diplomovou práci.

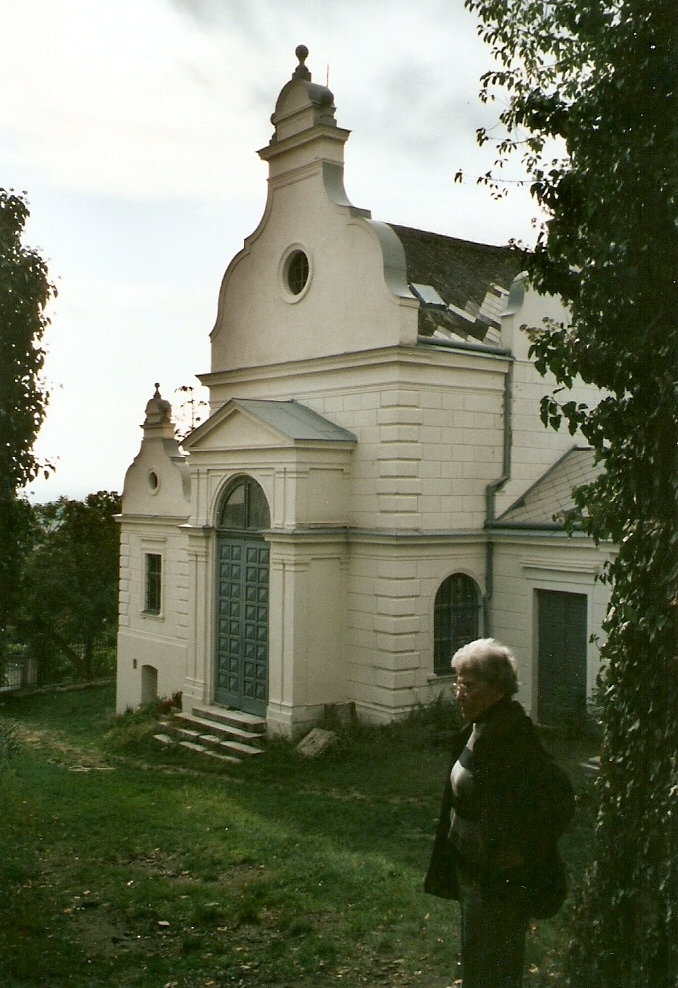
L. Teltscherová na židovském hřbitově v Mikulově

V roce 1947 se vrátila do Československa. Musela nostrifikovat své vzdělání složením státní zkoušky na Přírodovědecké fakultě Univerzity Karlovy v Praze. V roce 1948 získala na katedře fyziologie a anatomie rostlin doktorát přírodních věd. Do roku 1964 byla zaměstnána jako vědecká pracovnice ve Výzkumném ústavu rostlinné výroby v Praze-Ruzyni, odkud přešla do Ústavu experimentální botaniky ČSAV, kde působila jako vedoucí vědecká pracovnice až do roku 1977. Téměř 10 let vedla Oddělení fyziologie vývoje rostlin a po řadu let přednášela na Přírodovědecké fakultě Univerzity Karlovy fyziologii vývoje rostlin. Po roce 1969 byla její přednášková činnost ukončena. Po dosažení penzijního věku se musela vzdát veškerých vědeckých aktivit a odejít do důchodu. Pracovala pak jako tlumočnice v Pražské informační službě a dělnice, úřednice v České pojišťovně a do pozdního věku působila jako překladatelka z a do němčiny a angličtiny a jako učitelka němčiny.